# Dubac (Czarnogóra)
Dubac (cyr. Дубац) – wieś w Czarnogórze, w gminie Pljevlja. W 2011 roku liczyła 23 mieszkańców.